# 紫蓝妆脸蜂鸟
，是雨燕目蜂鸟科的一种鸟类。
紫蓝妆脸蜂鸟体重约3克，翼长约53.4毫米，嘴峰长约18.2毫米，喙宽度约1.6毫米，喙厚度约1.7毫米，跗蹠长约4.5毫米，尾长约32.6毫米。紫蓝妆脸蜂鸟在其分布区内为留鸟，其栖息在密集的灌木丛中，食性为草食性，主要食物来源是植物的花蜜。

## 亚种
均分布于巴西东南部米纳斯吉拉斯州，亚种分化与海拔有关，自高至低排序如下：
- [4]